# Windenergie in Spanien

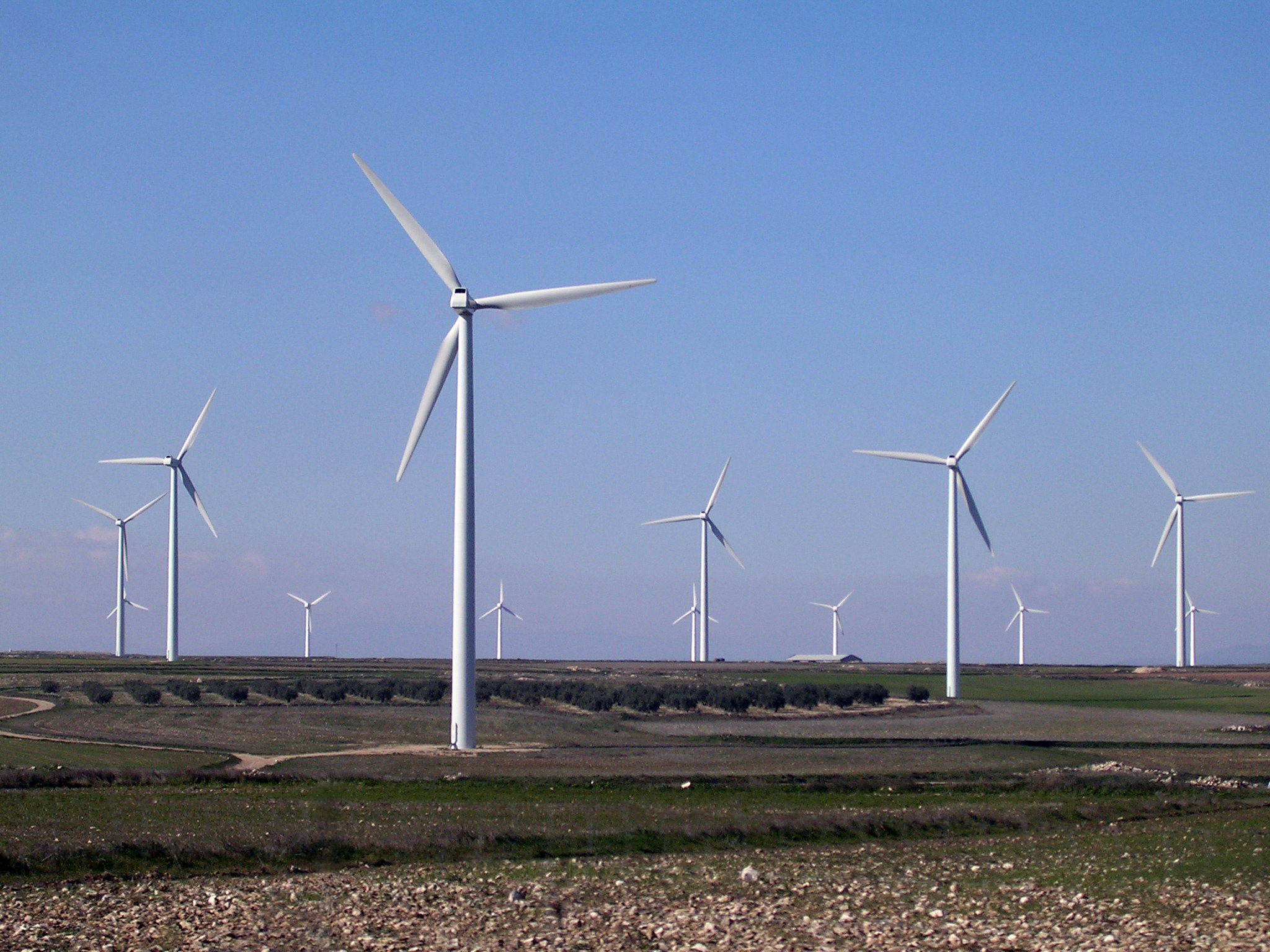
Windpark La Muela in Aragonien

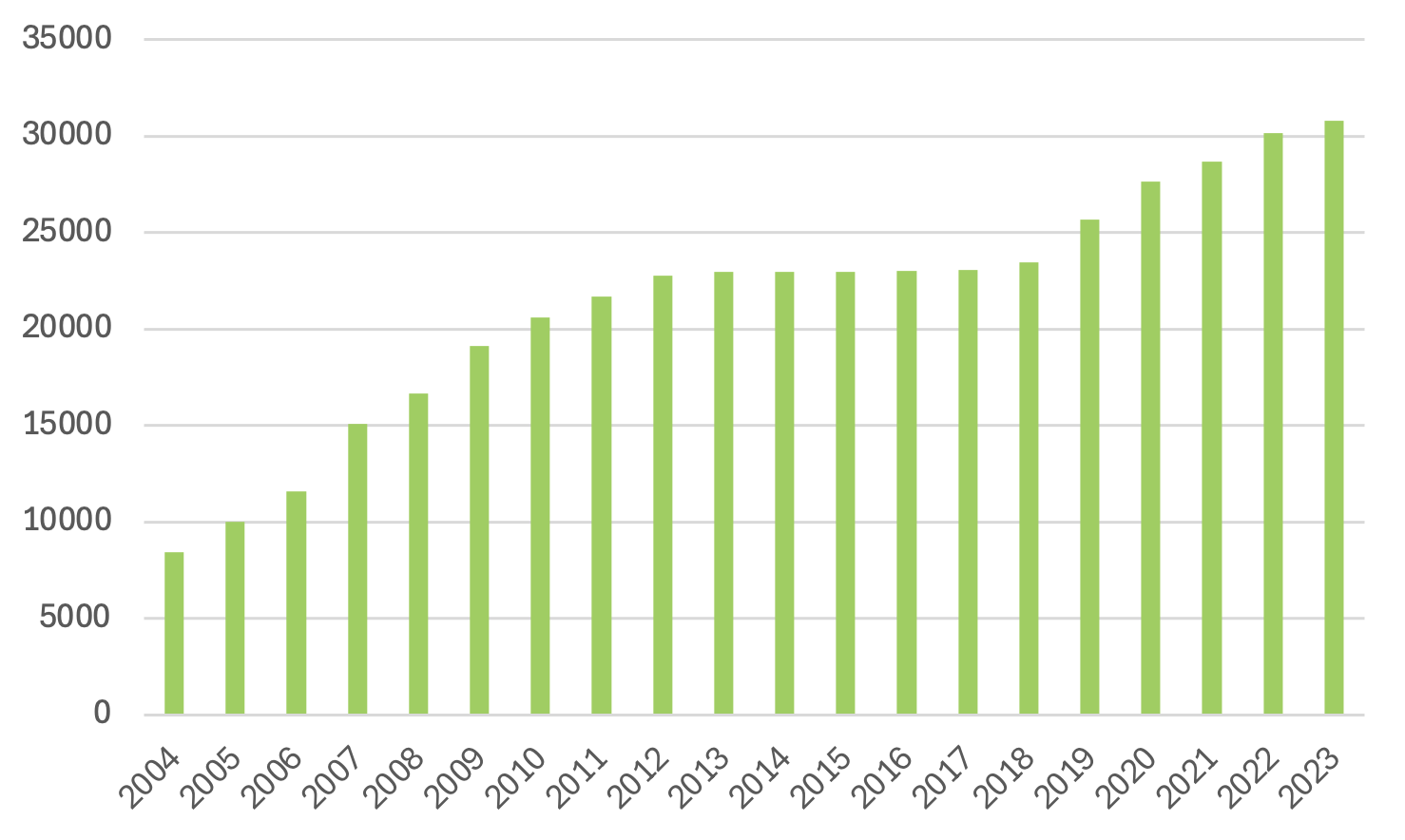
Entwicklung der installierten Windkraftleistung in Spanien (2004-2023)

Die Windenergie in Spanien spielt eine bedeutende Rolle bei der Stromerzeugung des Landes: 2024 wurden etwa 25 % des Strombedarfs durch Windenergie gedeckt. Die meisten Windkraftanlagen (WKA) befinden sich an Land; im Jahr 2024 waren von insgesamt 31180 MW nur 7 MW offshore, wobei 5 MW dieser Leistung aus einer einzelnen Windkraftanlage bei den kanarischen Inseln stammte.

## Installierte Leistung und Jahreserzeugung
Laut CIA verfügte Spanien im Jahr 2020 über eine (geschätzte) installierte Leistung von insgesamt 115,837 GW (alle Kraftwerkstypen); der Stromverbrauch lag bei 233,267 Mrd. kWh. Die installierte Leistung der WKA stieg von 713 MW im Jahr 1998 auf 29.798 MW im Jahr 2022; die Jahreserzeugung stieg von 1,4 TWh im Jahr 1998 auf 61,176 TWh im Jahr 2022. Der Anteil des durch WKA erzeugten Stroms am gesamten Stromverbrauch stieg von 14 % im Jahr 2010 auf 25 % im Jahr 2022.
| Jahr | Inst. Leist- ung (MW) | Erzeugung (TWh) | Anteil (%) |
| ---- | --------------------- | --------------- | ---------- |
| 1998 | 713                   | 1,4             |            |
| 1999 | 1433                  | 2,7             |            |
| 2000 | 2339                  | 4,7             |            |
| 2001 | 3495                  | 6,8             |            |
| 2002 | 5000                  | 9,3             |            |
| 2003 | 6160                  | 12              |            |

| Jahr | Inst. Leist- ung (MW) | Erzeugung (TWh) | Anteil (%) |
| ---- | --------------------- | --------------- | ---------- |
| 2004 | 8440                  | 16              |            |
| 2005 | 9882                  | 20,520          |            |
| 2006 | 11.494                | 22,684          |            |
| 2007 | 14.928                | 27,169          |            |
| 2008 | 16.569                | 31,136          |            |
| 2009 | 19.014                | 37,889          |            |

| Jahr | Inst. Leist- ung (MW) | Erzeugung (TWh) | Anteil (%) |
| ---- | --------------------- | --------------- | ---------- |
| 2010 | 20.479                | 43,355          | 14         |
| 2011 | 21.523                | 42,105          |            |
| 2012 | 22.672                | 48,130          |            |
| 2013 | 22.849                | 54,334          |            |
| 2014 | 22.888                | 50,622          |            |
| 2015 | 22.888                | 48,106          |            |

| Jahr | Inst. Leist- ung (MW) | Erzeugung (TWh) | Anteil (%) |
| ---- | --------------------- | --------------- | ---------- |
| 2016 | 22.964                | 47,690          |            |
| 2017 | 23.059                | 47,508          |            |
| 2018 | 23.445                | 48,902          | 19         |
| 2019 | 25.613                | 53,016          | 21         |
| 2020 | 27.295                | 53,645          | 22         |
| 2021 | 28.139                | 59,159          | 24         |

| Jahr | Inst. Leist- ung (MW) | Erzeugung (TWh) | Anteil (%) |
| ---- | --------------------- | --------------- | ---------- |
| 2022 | 29.798                | 61,069          | 25         |
| 2023 | 30.569                | 62,549          | 27         |
| 2024 | 31.180                |                 | 25         |

Laut Red Eléctrica de España lagen Windkraftanlagen bei der Elektrizitätserzeugung mit 53,795 TWh im Jahr 2020 wie in den vier vorausgehenden Jahren an zweiter Stelle hinter Kernkraftwerken mit 55,757 TWh im Jahr 2020; mit einem Anteil von 49,4 % war sie unter den Erneuerbaren Energien die wichtigste Quelle.